# انقذال الدماغ
انقذال الدماغ (بالإنجليزية: Iniencephaly) هو نوع نادر من الاضطرابات الرأسية المميزة بثلاث خصائص رئيسية: خلل في العظم القذالي، وتشقق العمود الفقري عند الفقرات الرقبية والانثناء الخلفي للرأس عند النخاع الرقبي. تُعتبر ولادة الجنين الميت النتيجة الأكثر شيوعًا لانقذال الدماغ، لكن توجد بعض الحالات النادرة لولادة جنين حي، التي عادة ما يلحقها الموت الحتمي خلال فترة وجيزة.
وصف إيتيان جوفري سانت هيلار هذا الاضطراب لأول مرة في عام 1836. يُشتق اسم الاضطراب من الكلمة اليونانية القديمة ἰνίον إنيون، التي تشير إلى العظم /الناحية القذالية من الرقبة.

## التشخيص
تتمثل الطريقة الأكثر دقة للتشخيص في تصوير ما قبل الولادة من خلال تصوير الجنين الحي في الوقت الفعلي. مع ذلك، تؤدي بنية جسم الأم إلى العديد من الصعوبات التشخيصية عند استخدام هذه الطريقة، يُعتبر بالتالي كل من التصوير بالرنين المغناطيسي (إم آر آي) والتخطيط التصواتي التقنيتين الأكثر استخدامًا نظرًا إلى عدم التعرض لأي إشعاع مؤين. في بداية الثلث الثاني من الحمل، يمكن تصوير الجهاز العصبي المركزي (سي إن إس) وغيره من البنى التشريحية للجنين الحي بشكل واضح، إلى جانب تشخيص التشوهات المميزة لانقذال الدماغ بدقة، بما في ذلك قصر الجذع، والظهر المنحني المميز للفقرات الرقبية الصدرية، والغياب الكامل أو الجزئي لصدفة العظم القذالي، والالتحام الشاذ للفقرات، والأقواس الفقرية المغلقة، وتشكل القيلة الدماغية (لفتحة انقذال الدماغ) والانثناء الظهراني للرأس بالنسبة للعمود الفقري، بالإضافة إلى تحديد الشدة والموقع. بمجرد تحديد ما سبق، يمكن اتخاذ القرارات الأخرى فيما يتعلق بإنهاء الحمل أو توفير خطة للعناية الملائمة بعد الولادة.

## الأسباب
على الرغم من أن انقذال الدماغ غير وراثي ومجهول السبب، أظهرت الدراسات وجود عدد من العوامل المحددة المسؤولة عن زيادة خطر ولادة الأمهات لأطفال مصابين بهذا الاضطراب.

### الشذوذات الكروموسومية
ارتبط عدد من الشذوذات الكروموسومية بهذا الاضطراب، بما في ذلك تثلث الصبغي 18، وتثلث الصبغي 13 وأحادية الصبغي إكس.

### العوامل البيئية
يزداد خطر الإصابة بانقذال الدماغ لدى الأمهات ذوات الحالة الاقتصادية الاجتماعية المتدنية، أو التغذية السيئة، أو الحالة الإنجابية المنخفضة، أو افتقار مكملات حمض الفوليك أو فرط هوموسيستين الدم.

### الأدوية
أظهرت الدراسات على الحيوانات وجود دور لتعاطي النساء الحوامل لبعض الأدوية مثل الفينبلاستين، والستريبتونيغرين، والتيبارانو، والسلفوناميد، والتتراسكيلين، ومضاد الهستامين والعوامل المضادة للورم في إصابة أبنائهن بانقذال الدماغ. يُستخدم دواء الكلوميفين بشكل شائع في تحفيز الإباضة في علاجات الخصوبة، إذ يرتبط هذا الدواء بحدوث انقذال الدماغ.

### السمنة
أظهرت الدراسات دور سمنة الأم في زيادة خطر إصابة الجنين باضطرابات الأنبوبة العصبية مثل انقذال الدماغ بمعدل 1.7، بينما تصل النسبة إلى 3 أضعاف في حال السمنة المفرطة.

### تاريخ انقذال الدماغ
يصل خطر تكرار حدوث الاضطراب إلى 1-5% بعد ولادة طفل مصاب بانقذال الدماغ.

## التشخيص التفريقي
نظرًا إلى تشارك انقذال الدماغ في العديد من السمات مع غيره من الاضطرابات، مثل الانثناء الخلفي الوراثي للعمود الفقري والتحام الفقرات الرقبية، تُعد التشخيصات المفتاحية شديدة الأهمية.
يفتقر المصاب بانعدام الدماغ وجود القحف العصبي بشكل كامل، بينما لا ينعدم القحف العصبي بأكمله في انقذال الدماغ. يتميز انعدام الدماغ أيضًا بعدم تغطية الجلد للرأس المنثني للخلف، بينما يتسم انقذال الدماغ بتغطية الجلد للرأس المنثني للخلف كليًا. تبقى الفقرات الرقبية طبيعية تقريبًا في انعدام الدماغ بينما تكون مشوهة ومتقلصة في انقذال الدماغ.
على الرغم من وجود تشوه الفقرات الرقبية في متلازمة كليبل فيل (كيه إف إس) نتيجة فشل التقطع خلال النمو الجنيني المبكر، لا يوجد انثناء خلفي للرأس بشكل مشابه لذلك الملاحظ في انقذال الدماغ. يؤدي انقذال الدماغ إلى الموت الحتمي، بينما لا تُعتبر متلازمة «كيه إف إس» مميتة ويمكن تصحيحها جراحيًا. لذلك، من الضروري تشخيص «كيه إف إس» بدقة وعدم خلطها بانقذال الدماغ.